# Atotonilco el Alto
Atotonilco el Alto è un comune dello stato messicano di Jalisco, il cui capoluogo è la località omonima.